# Допінговий скандал у Всеросійській федерації легкої атлетики

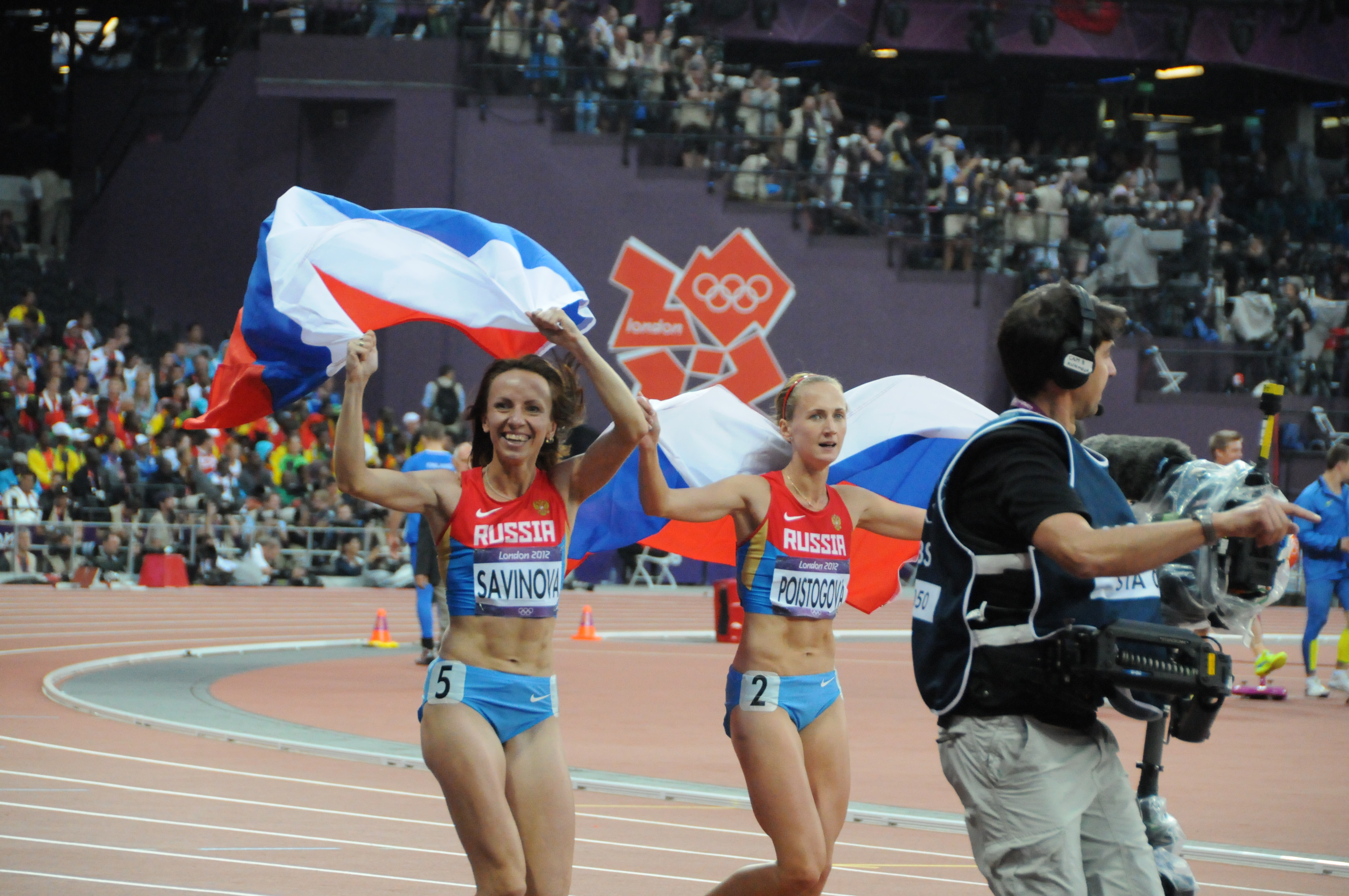
Призерки Олімпіади 2012 Марія Савінова та Катерина Поїстогова. Рекомендовані до довічної дискваліфікації

Допінговий скандал у Всеросійській федерації легкої атлетики (2015) — міжнародний скандал, викликаний масовим застосуванням допінгу російськими легкоатлетами, складова розслідування ВАДА щодо державної програми допінгу в Росії.

## Перебіг подій
Після декількох попередніх розслідувань протягом 2014—2015 років та публікації звіту комісії всесвітнього антидопінгового агентства (ВАДА) з розслідування діяльності російського антидопінгового агентства від 9 листопада 2015 Рада Міжнародної асоціації легкоатлетичних федерацій (ІААФ) своїм рішенням від 13 листопада тимчасово відсторонила Росію від змагань під своєю егідою на невизначений період. Рішення було прийняте 22 голосами з 23. Прийняте рішення унеможливило участь збірної легкоатлетів Росії в Олімпійських іграх в Ріо-де-Жанейро 2016 року.
У звіті містилися звинувачення в масових і систематичних приховуваннях застосування допінгу російськими спортсменами. На підставі проведеного розслідування ВАДА рекомендувала Міжнародної асоціації легкоатлетичних федерацій дискваліфікувати Всеросійську федерацію легкої атлетики (ВФЛА), позбавити ліцензії Московську антидопінгову лабораторію, а також відсторонити російських легкоатлетів від змагань під егідою Міжнародної федерації легкої атлетики.
Також було повідомлено, що російським антидопінговим агентством були знищені проби допінг-контролю. З цього приводу міністр спорту Росії та спортивний функціонер Віталій Мутко зазначив, що знищення відбулось начебто з відома ВАДА, яке видало циркуляр, в якому вказано, що проби з деякого моменту мають бути збережені, тому решта проб була знищена.

## Допінговий скандал і Україна
В листопаді 2017 інформатор WADA Григорій Родченков заявив, що російський віце-прем'ер Віталій Мутко під час Олімпійських зимових ігор 2014 вимагав додати допінг в сечу українського конкурента, щоб забезпечити перемогу росіянину.

## Наслідки

### Наслідки для ВФЛА
17 червня 2016 IAAF постановив:
- членство ВФЛА в IAAF не може бути відновлено, оскільки не виконані кілька важливих критеріїв, а саме: ситуація зі ставленням до допінгу в Росії істотно не змінилася; не створена сильна і ефективна допінгова інфраструктура; частково доведені факти, що російська влада не тільки не веде ефективну роботу з підтримки боротьби з допінгом, а й сама бере участь в поширенні допінгу;
- ніхто її представників ВФЛА (в тому числі офіційні особи, або обслуговчий персонал) не може брати участь в міжнародних змаганнях або діяльності IAAF;
- будь-який атлет, який може ясно і переконливо довести, що він не зіпсований російською системою, оскільки перебуває за межами країни, і входить в іншу, ефективну антидопінгову систему, може подати прохання на дозвіл йому виступати в міжнародних змаганнях як нейтральний атлет, таке право мають також ті, хто зробив винятковий внесок у боротьбу з допінгом (зокрема Юлія Степанова, вона ж Юлія Русанова).

### Наслідки для російських спортсменів
Допінговий скандал призвів до позбавлення олімпійських нагород ряду російських спортсменів, у тому числі:
- березень 2016, Сергій Бакулін, Ольга Каніськіна, Валерій Борчин, Володимир Канайкін, Юлія Заріпова і Сергій Кирдяпкін[6].
- серпень 2016, Євгенія Колодко[7], срібна медалістка лондонської Олімпіади зі штовхання ядра, срібна нагорода перейде до китайської спортсменки Лі Лін.
- жовтень 2016, Тетяна Бєлобородова[8], чемпіонка лондонської Олімпіади з метання молоту (виступала під дошлюбним прізвищем Лисенко), золота нагорода перейде до польської спортсменки Аніти Влодарчик.
- жовтень 2016, Ганна Чичерова[9], бронзова медалістка пекінської Олімпіади (2008) у стрибках у висоту, бронзова нагорода перейде до російської легкоатлетки Олени Слесаренко. Дивовижним чином Чичерова при цьому зберігає золоту медалі Олімпіади 2012.
- січень 2017, Тетяна Лебедєва[10], срібна медалістка пекінської Олімпіади (2008) у стрибках у довжину та у потрійному стрибку.

## Повернення медалей
Всеросійська федерація легкої атлетики повідомила, щодо станом на лютий 2017 з 19 спортсменів, позбавлених нагород, повернув нагороду лише один — Антон Кокорін.